# Моєчу
Моєчу (рум. Moieciu) — комуна у повіті Брашов в Румунії. До складу комуни входять такі села (дані про населення за 2002 рік):
- Друмул-Карулуй (131 особа)
- Кея (482 особи)
- Мегура (601 особа)
- Моєчу-де-Жос (2082 особи) — адміністративний центр комуни
- Моєчу-де-Сус (924 особи)
- Пештера (564 особи)

Комуна розташована на відстані 132 км на північний захід від Бухареста, 27 км на південний захід від Брашова.

## Населення
За даними перепису населення 2002 року у комуні проживали 4784 особи.
Національний склад населення комуни:
| Національність | Кількість осіб | Відсоток |
| -------------- | -------------- | -------- |
| румуни         | 4780           | 99,9%    |
| угорці         | 2              | < 0,1%   |
| німці          | 2              | < 0,1%   |

Рідною мовою назвали:
| Мова      | Кількість осіб | Відсоток |
| --------- | -------------- | -------- |
| румунська | 4782           | > 99,9%  |
| угорська  | 1              | < 0,1%   |
| німецька  | 1              | < 0,1%   |

Склад населення комуни за віросповіданням:
| Релігія       | Кількість осіб | Відсоток |
| ------------- | -------------- | -------- |
| православні   | 4760           | 99,5%    |
| бретрени      | 14             | 0,3%     |
| адвентисти    | 7              | 0,1%     |
| римо-католики | 1              | < 0,1%   |

## Зовнішні посилання
- Дані про комуну Моєчу на сайті Ghidul Primăriilor